# Белкин, Абель Зельманович
Абель Зельманович Белкин (6 июня 1886 — 9 апреля 1965) — передовик советского сельского хозяйства, старший агроном Земетчинского свеклосовхоза Министерства пищевой промышленности СССР, Земетчинский район Пензенской области, Герой Социалистического Труда (1948).

## Биография
Родился 6 июня 1886 году в селе Сасиновка Полтавской губернии в еврейской семье служащих. Его отец работал управляющим в помещичьих усадьбах. В 1906 году завершил обучение в классической гимназии в городе Лубны Полтавской губернии. Образование стал получать в Киевском императорском университете святого Владимира. С  6 класса стал оказывать услуги репетитора, готовил учащихся к поступлению в гимназию. Студентом подрабатывал службой в помещичьих хозяйствах близ Киева. В 1913 году окончил учебное заведение и стал работать в тех же хозяйствах.
Осенью 1917 года работал в должности заведующего земляными угодьями при Андрушковском сахарном заводе в селе Андрушки. С 1922 по 1924 годы трудился управляющим совхозами в селе Бродецкое Винницкой области. С 1924 по 1931 годы работал на сахарном комбинате в городе Староконстантинов Хмельницкой области Украины. В 1931 году направлен работать в аппарат Винницкого сахарного треста, здесь занимал должность старшего агронома группы полеводства, а позже стал главным агрономом треста.
В 1941 году, с началом Великой Отечественной войны, был эвакуирован на восток. Разместился в посёлке Земетчино Земетчинского района Пензенской области. С 1941 года стал трудиться главным агрономом Земетчинского сахарного комбината, а затем старшим агрономом Земетчинского свеклосовхоза. В 1947 году предприятие получило рекордный урожай ржи: 33,8 центнера с гектара на площади 155 гектаров.
За получение высоких урожаев ржи при выполнении совхозами плана сдачи государству сельскохозяйственных продуктов в 1947 году и обеспеченности семенами зерновых культур для весеннего сева 1948 года, Указом Президиума Верховного Совета СССР от 18 мая 1948 года Абелю Зельмановичу Белкину было присвоено звание Героя Социалистического Труда с вручением ордена Ленина и золотой медали «Серп и Молот».
Продолжал трудовую деятельность в том же совхозе. В 1949 году вновь был получен высокий урожай свекловичных семян – более 200% от плана, свёклы – 122%, хлебосдачи – 134%. С 1950 года являлся пенсионером республиканского значения. В 1952 году переехал на постоянное место жительство в город Ленинград к старшему сыну. С февраля 1952 трудился экономистом в Купчинском хозяйстве Ленинградского городского треста очистки Управления предприятий коммунального обслуживания. На заслуженный отдых вышел в 1956 году.
Умер 9 апреля 1965 года. Похоронен в Санкт-Петербурге на Преображенском еврейском кладбище

## Награды
За трудовые успехи удостоен:
- золотая звезда «Серп и Молот» (18.05.1948)
- орден Ленина (18.05.1948)
- другие медали.